# Regimentul 53 Infanterie (1916-1918)
Regimentul 53 Infanterie a fost o unitate de nivel tactic din rezerva armatei permanente care s-a constituit la 14/27 august 1916, prin mobilizarea unităților și subunităților de infanterie din cercul de recrutare Iași, din cadrul Comandamentului IV Teritorial.:p. 92 Regimentul a făcut parte din organica Brigăzii 38 Infanterie. La intrarea în război, Regimentul 53 Infanterie a fost comandat de colonelul Ernest Broșteanu. Regimentul 53 Infanterie a participat la acțiunile militare pe frontul românesc, pe toată perioada războiului, între 14/27 august 1916 - 28 ocotmbrie/11 noiembrie 1918.
Drapelul de luptă al regimentului a fost decorat cu cea mai înaltă distincție de război, Ordinul „Mihai Viteazul”, clasa III:
„Pentru vitejia și avântul ce au arătat, atât ofițerii cât și trupa, acestui brav regiment în luptele extrem de înverșunate ce au dat în Dobrogea și pentru apărarea Văii Oituzului.”
Înalt Decret No. 17 din 10 ianuarie 1917

## Decorații
- Ordinul „Mihai Viteazul”, clasa III[4]